# Cathorops aguadulce
Cathorops aguadulce är en fiskart som först beskrevs av Meek, 1904.  Cathorops aguadulce ingår i släktet Cathorops och familjen Ariidae. Inga underarter finns listade i Catalogue of Life.